# هواچرخ

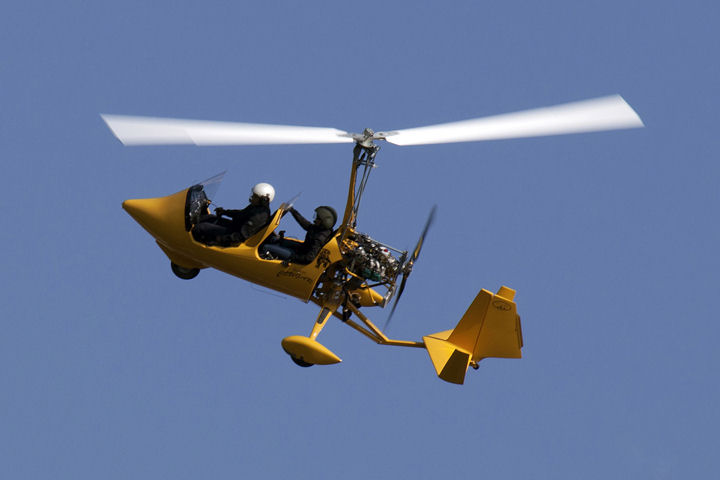
هواچرخ اسپانیایی ای‌ال‌ای ۰۷

هواچرخ. یا جایروکوپتر یا اتوجایرو یا جایروپلن (به اختصار جایرو) به هواگردی گفته می‌شود که پروانهٔ بزرگ آن بدون موتور باشد. هواچرخ در ظاهر همانند بالگرد است اما حرکت آن یا به‌وسیله یک پروانه موتوری یا یک کابل کششی صورت می‌گیرد. گذشتن هوا از پیرامون پروانهٔ بزرگ، باعث بلند شدن هواچرخ از زمین می‌گردد. پروانه بزرگ هواچرخ هرزگرد است و به هیچگونه موتوری اتصال ندارد بلکه پروانهٔ کوچک به موتور متصل است و با چرخش این پروانه، بادهای شدید تولید شده و پروانهٔ بزرگ را می‌چرخاند تا نیروی برآر تولید شود.
هواچرخ نوعی هواگرد با بال متحرک است. در هواچرخ، برخلاف بالگرد، نیروی موتور فقط صرف پیشراندن می‌شود و نیروی برآر در اثر جریان هوائی که به بال یا پروانه می‌وزد و آن را به گردش درمی‌آورد ایجاد می‌شود. شکل ظاهری هواچرخ بسیار شبیه به بالگرد است ولی از نظر اصول پرواز با آن تفاوت دارد. پروانه بزرگ در هواچرخ همواره در شرایط خودگردی است و به‌همین دلیل حتی اگر موتور خاموش شود هواچرخ نیروی برآر دارد و دچار واماندگی نمی‌شود. بعبارت دیگر برخلاف بالگردها، در جایروکاپتر هیچگونه گیربکسی بین موتور پیشران و ملخ هرزگرد وجود ندارد تا خلبان با غیرفعال کردن آن گیربکس فاز خودگردی را آغاز کند.
این وسیله نوعی هواگرد است که از یک پروانه کوچک استفاده می‌کند تا پروانه بزرگ را بچرخاند. با وجود اینکه پروانه اصلی آنها در ظاهر شبیه یک پروانه اصلی بالگرد است ولی برخلاف بالگردها، هوا باید از پایین به بالای پروانه بزرگ جریان داشته باشد. این وسیله توسط یک مهندس اسپانیایی به نام Juan de la Cierva ساخته شد. هدف وی اختراع یک هواپیما بود تا پروازی مطمئن و ایمن در سرعت‌های پایین داشته باشد. اولین پرواز هواچرخ در ۹ ژانویه ۱۹۲۳ از فرودگاه کواترو وینتوس در مادرید بود. موارد استفاده از این وسیله امروزه در پروازهای تفریحی، سم‌پاشی مزارع و غیره می‌باشد.